# Teucholabis stygica
Teucholabis stygica är en tvåvingeart som beskrevs av Alexander 1914. Teucholabis stygica ingår i släktet Teucholabis och familjen småharkrankar. Inga underarter finns listade i Catalogue of Life.